# Летете с Росинант
„Летете с Росинант“ е български игрален филм, мюзикъл от 2007 година на режисьора Георги Стоев - Джеки, по сценарий на Светослав Овчаров и Георги Стоев. Оператор е Пламен Гелинов. Музиката във филма е композирана от Горан Брегович.
Филмът е съвместна продукция на България, Сърбия и Австрия. Филмът е посветен на композитора Александър Керков.

## Сюжет
Филмът разказва за българска оперна трупа, която пътува на турне из Европа с раздрънкания си автобус „Росинант“. Седем истории се преплитат, за да разкрият сложните и комични взаимоотношения между членовете на трупата.

## Актьорски състав
- Кръстю Лафазанов
- Ицхак Финци
- Диян Мачев
- Мая Новоселска
- Стефания Колева
- Жанет Иванова
- Саша Филипова
- Георги Мамалев – Гошо, шофьорът на автобуса
- Татяна Лолова - Роза, майката на Теди
- Тончо Токмакчиев – италианеца
- Илка Зафирова - врачката

Роли във филма имат и музикантите Симеон Щерев, Венци Такев, Иво Папазов – Ибряма, Нона Йотова и Васил Денев, лечителката Даниела Ефремова, близначките манекенки Боряна и Ана Шехтови, както и танцьори от ансамбъл „Българе“.